# Rörö
Rörö ist die nördlichste Insel der Gemeinde Öckerö in Schweden. Die Insel liegt im Kattegat, an der Südwestküste Schwedens in der schwedischen Provinz Västra Götalands län und ist nur über eine Fähre von Bürö aus zu erreichen, einer kleinen Insel, welche mit Hälsö verbunden ist.

## Flora und Fauna
Rörö besitzt ein Naturreservat, welches im Nordwesten der Insel liegt und zwei Drittel der Insel umfasst. Die Halbinsel im Südosten der Insel heißt Köön.